# Ahmat Abderamane
Ahmat Abderamane (ur. 1 stycznia 1993 w Moundou) – czadyjski piłkarz grający na pozycji środkowego obrońcy. Od 2019 jest piłkarzem klubu Renaissance FC.

## Kariera klubowa
Swoją karierę piłkarską Abderamane rozpoczął w klubie ASLAD de Moundou. W sezonie 2012 zadebiutował w nim w drugiej lidze czadyjskiej. W 2013 roku zdobył z nim Puchar Czadu. W latach 2014–2017 grał w Renaissance FC. Z kolei w latach 2018-2019 był piłkarzem AS CotonTchad, z którym wywalczył dwa wicemistrzostwa kraju w sezonach 2018 i 2019. W 2019 wrócił do Renaissance FC.

## Kariera reprezentacyjna
W reprezentacji Czadu Abderamane zadebiutował 28 lipca 2019 roku w zremisowanym 3:3 meczu Mistrzostw Narodów Afryki 2020 z Gwineą Równikową.